# Frances Conroy
Frances Hardman Conroy (sinh ngày 13 tháng 11 năm 1953) là một diễn viên người Mỹ. Bà được công chúng biết đến nhiều qua vai Ruth Fisher trong phim truyền hình Six Feet Under. Vai diễn này cũng mang về cho Conroy một giải Quả cầu vàng và ba giải SAG.

## Thời thơ ấu
Conroy sinh ra tại Monroe, bang Georgia, Hoa Kỳ. Bà là con gái của Ossie Hardman (nhũ danh: Ray) và Vincent Paul Conroy.

## Sự nghiệp

### Điện ảnh
| Năm  | Tiêu đề                        | Vai diễn                          | Ghi chú                       |
| ---- | ------------------------------ | --------------------------------- | ----------------------------- |
| 1979 | Manhattan                      | Nữ diễn viên Shakespearean        |                               |
| 1984 | Falling in Love                | Waitress                          |                               |
| 1987 | Amazing Grace and Chuck        | Pamela                            |                               |
| 1988 | Rocket Gibraltar               | Ruby Hanson                       |                               |
| 1988 | Another Woman                  | Lynn                              |                               |
| 1988 | Dirty Rotten Scoundrels        | Diana                             |                               |
| 1989 | Crimes and Misdemeanors        | House Owner                       |                               |
| 1991 | Billy Bathgate                 | Mary Behan                        |                               |
| 1992 | Scent of a Woman               | Christine Downes                  |                               |
| 1993 | Sleepless in Seattle           | Irene Reed                        |                               |
| 1993 | The Adventures of Huck Finn    | Scrawny Shanty Lady               |                               |
| 1994 | Developing                     | Clare                             | Phim ngắn                     |
| 1995 | The Neon Bible                 | Miss Scover                       |                               |
| 1995 | Angela                         | Anne's mother                     | Được credit là Francis Conroy |
| 1996 | The Crucible                   | Ann Putnam                        |                               |
| 2002 | Maid in Manhattan              | Paula Burns                       |                               |
| 2003 | Die, Mommie, Die!              | Bootsie Carp                      |                               |
| 2004 | Catwoman                       | Ophelia Powers                    |                               |
| 2004 | The Aviator                    | Katharine Martha Houghton Hepburn |                               |
| 2005 | Shopgirl                       | Catherine Buttersfield            |                               |
| 2005 | Broken Flowers                 | Dora Anderson                     |                               |
| 2006 | Ira and Abby                   | Lynn Willoughby                   |                               |
| 2006 | The Wicker Man                 | Dr. T.H. Moss                     |                               |
| 2007 | The Seeker: The Dark is Rising | Miss Greythorne                   |                               |
| 2008 | Humboldt County                | Rosie                             |                               |
| 2008 | The Tale of Despereaux         | Antoinette                        | Lồng tiếng                    |
| 2009 | Love Happens                   | Eloise's mom                      |                               |
| 2009 | Waking Madison                 | Dolly Walker                      |                               |
| 2009 | New in Town                    | Trudy Van Uuden                   |                               |
| 2009 | Stay Cool                      | Mrs. Leuchtenberger               |                               |
| 2009 | Shelter                        | Mrs. Bernberg                     |                               |
| 2010 | Bloodworth                     | Julia Bloodworth                  |                               |
| 2010 | Stone                          | Madylyn Mabry                     |                               |
| 2011 | Tom và Jerry và Phù thủy xứ Oz | Dì Em/Glinda                      | Lồng tiếng                    |
| 2011 | All-Star Superman              | Martha Kent                       | Lồng tiếng                    |
| 2013 | Superman: Unbound              | Martha Kent                       | Lồng tiếng                    |
| 2014 | Making the Rules               | Mother                            |                               |
| 2014 | Chasing Ghosts                 | Dara                              |                               |
| 2015 | Welcome to Happiness           | Claiborne                         |                               |
| 2016 | No Pay, Nudity                 | Andrea                            |                               |
| 2016 | Tom và Jerry: Quay trở lại Oz  | Dì Em/Glinda                      | Lồng tiếng                    |
| 2018 | The Tale                       | Jane Graham                       |                               |
| 2018 | Mountain Rest                  | Ethel                             |                               |
| 2019 | Joker                          | Penny Fleck                       |                               |
| 2019 | James vs. His Future Self      | Dr. Rowley                        |                               |
| 2021 | The Power of the Dog           | Old Lady                          |                               |

### Điện ảnh truyền hình
| Năm  | Tiêu đề                                               | Vai diễn        | Ghi chú |
| ---- | ----------------------------------------------------- | --------------- | ------- |
| 1978 | All's Well That Ends Well                             | Diana           |         |
| 1982 | The Royal Romance of Charles and Diana                | Mrs. Watson     |         |
| 1987 | LBJ: The Early Years                                  | N/A             |         |
| 1988 | Terrorist on Trial: The United States vs. Salim Ajami | Lyn Kessler     |         |
| 1994 | One More Mountain                                     | Peggy Breen     |         |
| 1995 | Journey                                               | Fiona           |         |
| 1998 | Thicker Than Blood                                    | Mrs. Byrne      |         |
| 1999 | Murder in a Small Town                                | Martha Lassiter |         |
| 2006 | A Perfect Day                                         | Camille Bailey  |         |
| 2008 | Mike Birbiglia's Secret Public Journal                | Kathy           |         |
| 2012 | Beautiful People                                      | Lydia           |         |
| 2013 | Ring of Fire                                          | Maybelle Carter |         |

### Truyền hình
| Year    | Title                                | Role                                                | Notes                                                 |
| ------- | ------------------------------------ | --------------------------------------------------- | ----------------------------------------------------- |
| 1982    | American Playhouse                   | Người mẹ                                            | Tập: "Carl Sandburg: Echoes and Silences"             |
| 1983    | Kennedy                              | Jean Kennedy Smith                                  | Không rõ tập phim                                     |
| 1984    | American Playhouse                   | Louise Mallard                                      | Tập: "The Joy That Kills"                             |
| 1984    | 3-2-1 Contact                        | Kateh                                               | Tập: "Earth: Building Models"                         |
| 1986    | The Twilight Zone                    | Ellen Pendleton                                     | Tập: "The Library"                                    |
| 1986    | Newhart                              | Liz Sable                                           | Tập: "Co-Hostess Twinkie"                             |
| 1986    | Hill Street Blues                    | Porsche lady                                        | Tập: "Falling from Grace"                             |
| 1987    | Remington Steele                     | Gladys Lynch                                        | Tập: "Steele Hanging in There: Part 1"                |
| 1987    | Crime Story                          | Mrs. Jankowski                                      | Tập: "The Battle of Las Vegas"                        |
| 1989    | Great Performances                   | Mrs. Gibbs                                          | Tập: "Our Town"                                       |
| 1990    | Law & Order                          | Elizabeth Hendrick                                  | Tập: "Prisoner of Love"                               |
| 1993    | Alex Haley's Queen                   | Mrs. Benson                                         | 2 tập                                                 |
| 1997    | Crisis Center                        | Marilyn                                             | Tập: "The Center"                                     |
| 1998    | Cosby                                | Elizabeth                                           | Tập: "Judgement Day"                                  |
| 1999    | Law & Order                          | Rosa Halasy                                         | Tập: "Disciple"                                       |
| 1999    | Stark Raving Mad                     | Beverly Rose                                        | Tập: "The Pigeon"                                     |
| 2001–05 | Six Feet Under                       | Ruth Fisher                                         | 63 tập                                                |
| 2004    | Higglytown Heroes                    | Veterinarian Hero                                   | Tập: "Flappy's Not Happy"                             |
| 2007–08 | ER                                   | Becky Riley                                         | 2 tập                                                 |
| 2008    | Desperate Housewives                 | Virginia Hildebrand                                 | 3 tập                                                 |
| 2009–14 | How I Met Your Mother                | Loretta Stinson                                     | 9 tập                                                 |
| 2010    | Nip/Tuck                             | Jane Fields                                         | Tập: "Sheila Carlton"                                 |
| 2010    | Happy Town                           | Peggy Haplin                                        | 7 tập                                                 |
| 2010    | Grey's Anatomy                       | Eleanor                                             | Tập: "Can't Fight Biology"                            |
| 2010–13 | Scooby-Doo! Mystery Incorporated     | Angie Dinkley (lồng tiếng)                          | 15 tập                                                |
| 2011    | United States of Tara                | Sandy Gregson                                       | 2 tập                                                 |
| 2011    | Love Bites                           | Faye Strathmore                                     | Tập: "How To..."                                      |
| 2011    | The Mentalist                        | Elspeth                                             | Tập: "The Red Mile"                                   |
| 2011    | Truyện kinh dị Mỹ: Nhà sát nhân      | Moira O'Hara                                        | 11 tập                                                |
| 2012–13 | Truyện kinh dị Mỹ: Nhà điên          | Thần Chết Shachath                                  | 5 tập                                                 |
| 2013    | Royal Pains                          | Blythe Ballard                                      | 6 tập                                                 |
| 2013–14 | Truyện kinh dị Mỹ: Hội phù thủy      | Myrtle Snow                                         | 10 tập                                                |
| 2014    | Truyện kinh dị Mỹ: Gánh xiếc quái dị | Gloria Mott                                         | 8 tập                                                 |
| 2015    | Married                              | Janice                                              | Tập: "Thanksgiving"                                   |
| 2015    | Getting On                           | Dr. Alice Marvel                                    | Tập: "No, I Don't Want a Fucking Smiley Face"         |
| 2015–18 | Casual                               | Dawn                                                | 11 tập                                                |
| 2016    | The Real O'Neals                     | Grandma Agnes                                       | Tập: "The Real Grandma"                               |
| 2016    | Truyện kinh dị Mỹ: Thuộc địa Roanoke | Mama Polk                                           | Tập: "Chapter 5"                                      |
| 2017    | We Bare Bears                        | Faye                                                | Tập: "Neighbors"                                      |
| 2017    | The Mist                             | Nathalie Raven                                      | 10 tập                                                |
| 2017    | Truyện kinh dị Mỹ: Hội kín           | Bebe Babbitt                                        | 2 tập                                                 |
| 2018    | Young Sheldon                        | Dr. Flora Douglas                                   | Tập: "An Eagle Feather, a String Bean, and an Eskimo" |
| 2018    | Truyện kinh dị Mỹ: Tận thế           | Myrtle Snow                                         | 6 tập                                                 |
| 2018    | Truyện kinh dị Mỹ: Tận thế           | Moira O'Hara                                        | Tập: "Return to Murder House"                         |
| 2018–19 | Arrested Development                 | Lottie Dottie                                       | 5 tập                                                 |
| 2018–19 | Castle Rock                          | Martha Lacy                                         | 3 tập                                                 |
| 2020    | Dead to Me                           | Eileen Wood                                         | 3 tập                                                 |
| 2020    | Summer Camp Island                   | Mrs. Clarinet / Lead Elf of Ski Patrol (lồng tiếng) | 3 tập                                                 |
| 2021    | Truyện kinh dị Mỹ: Hai câu chuyện    | Sarah Cunningham / Belle Noir                       | 6 tập                                                 |

### Sân khấu
| Năm       | Tiêu đề                         | Vai diễn                                | Ghi chú                           |
| --------- | ------------------------------- | --------------------------------------- | --------------------------------- |
| 1976      | Measure for Measure             | Lord/Officer/Citizen/Nun/Monk/Attendant | Delacorte Theater                 |
| 1978      | Mother Courage and Her Children | Kattrin                                 | The Acting Company                |
| 1978      | King Lear                       | Cordelia                                | The Acting Company                |
| 1978      | All's Well That Ends Well       | Isabel/Diana                            | Delacorte Theater                 |
| 1979      | Sorrows of Stephen              | Christine (replacement)                 | Joseph Papp Public Theater        |
| 1980      | Othello                         | Desdemona                               | Delacorte Theater                 |
| 1980      | The Lady from Dubuque           | Jo                                      | Morosco Theatre                   |
| 1982      | Zastrozzi                       | Julia                                   | Joseph Papp Public Theater        |
| 1983      | Painting Churches               | Margaret Church                         | Second Stage Theatre              |
| 1984      | To Gillian on Her 37th Birthday | Kevin                                   | Ensemble Studio Theatre           |
| 1984      | Romance Language                | Louisa May Alcott                       | Playwrights Horizons              |
| 1987      | Man and Superman                | Ann Whitefield                          | Roundabout Theatre Company        |
| 1988      | Zero Positive                   | Samantha                                | Joseph Papp Public Theater        |
| 1988–89   | Our Town                        | Mrs. Gibbs                              | Lyceum Theatre                    |
| 1989      | The Secret Rapture              | Marion French                           | Ethel Barrymore Theatre           |
| 1990      | Some Americans Abroad           | Frankie Lewis                           | Vivian Beaumont Theater           |
| 1990      | Ivanov                          | Anna Petrovna                           | Yale Repertory Theatre            |
| 1991      | A Bright Room Called Day        | Agnes Eggling                           | Joseph Papp Public Theater        |
| 1991      | Heartbreak House                | Mrs. Hesione Hushabye                   | South Coast Repertory             |
| 1991–92   | Two Shakespearean Actors        | Catherine Forrest                       | Cort Theatre                      |
| 1992      | Lips Together, Teeth Apart      | Sally Truman (replacement)              | Music Box Theatre                 |
| 1993      | The Last Yankee                 | Patricia Hamilton (replacement)         | Manhattan Theatre Club            |
| 1993      | In the Summer House             | Mrs. Constable                          | Vivian Beaumont Theater           |
| 1994      | Booth                           | Mary Ann                                | York Theatre                      |
| 1994      | Broken Glass                    | Margaret Hyman                          | Long Wharf Theatre, Booth Theatre |
| 1994–95   | Three Tall Women                | "B" (replacement)                       | Promenade Theatre                 |
| 1996      | Arts and Leisure                | Lenore                                  | Playwrights Horizons              |
| 1996–97   | The Rehearsal                   | The Countess                            | Criterion Center Stage Right      |
| 1997      | The Little Foxes                | Birdie Hubbard                          | Vivian Beaumont Theater           |
| 1998      | The Skin of Our Teeth           | Mrs. Antrobus                           | Delacorte Theatre                 |
| 1998      | The Ride Down Mt. Morgan        | Theo                                    | The Public Theater                |
| 1999      | Ring Round the Moon             | Capulat                                 | Belasco Theatre                   |
| 1999–2000 | The Dinner Party                | Gabrielle Buonocelli                    | Mark Taper Forum                  |
| 2000      | The Ride Down Mt. Morgan        | Theo                                    | Ambassador Theatre                |
| 2006      | Pyrenees                        | Vivienne                                | Kirk Douglas Theater              |
| 2010      | The Subject Was Roses           | Nettie Cleary                           | Mark Taper Forum                  |

## Giải thưởng và đề cử

### Giải thưởng truyền hình

#### Giải Quả cầu vàng
| Năm  | Nội dung đề cử | Hạng mục                               | Kết quả   | Kết quả |
| ---- | -------------- | -------------------------------------- | --------- | ------- |
| 2003 | Six Feet Under | Best Actress – Television Series Drama | Đoạt giải | [ 4 ]   |

#### Giải OFTA Television
| Năm  | Nội dung đề cử                  | Hạng mục                                                  | Kết quả | Kết quả |
| ---- | ------------------------------- | --------------------------------------------------------- | ------- | ------- |
| 2002 | Six Feet Under                  | Best Ensemble in a Drama Series                           | Đề cử   | [ 5 ]   |
| 2002 | Six Feet Under                  | Best Actress in a New Drama Series                        | Đề cử   | [ 5 ]   |
| 2002 | Six Feet Under                  | Best Actress in a Drama Series                            | Đề cử   | [ 5 ]   |
| 2003 | Six Feet Under                  | Best Actress in a Drama Series                            | Đề cử   | [ 6 ]   |
| 2003 | Six Feet Under                  | Best Ensemble in a Drama Series                           | Đề cử   | [ 6 ]   |
| 2004 | Six Feet Under                  | Best Ensemble in a Drama Series                           | Đề cử   | [ 7 ]   |
| 2005 | Six Feet Under                  | Best Ensemble in a Drama Series                           | Đề cử   | [ 8 ]   |
| 2014 | Truyện kinh dị Mỹ: Hội phù thủy | Best Ensemble in a Motion Picture or Miniseries           | Đề cử   | [ 9 ]   |
| 2014 | Truyện kinh dị Mỹ: Hội phù thủy | Best Supporting Actress in a Motion Picture or Miniseries | Đề cử   | [ 9 ]   |

#### Giải Primetime Emmy
| Năm  | Nội dung đề cử                  | Hạng mục                                                    | Kết quả | Kết quả |
| ---- | ------------------------------- | ----------------------------------------------------------- | ------- | ------- |
| 2002 | Six Feet Under                  | Outstanding Lead Actress in a Drama Series                  | Đề cử   | [ 10 ]  |
| 2003 | Six Feet Under                  | Outstanding Lead Actress in a Drama Series                  | Đề cử   | [ 11 ]  |
| 2005 | Six Feet Under                  | Outstanding Lead Actress in a Drama Series                  | Đề cử   | [ 12 ]  |
| 2006 | Six Feet Under                  | Outstanding Lead Actress in a Drama Series                  | Đề cử   | [ 13 ]  |
| 2012 | Truyện kinh dị Mỹ: Nhà sát nhân | Outstanding Supporting Actress in a Limited Series or Movie | Đề cử   | [ 14 ]  |
| 2014 | Truyện kinh dị Mỹ: Hội phù thủy | Outstanding Supporting Actress in a Limited Series or Movie | Đề cử   | [ 15 ]  |

#### Giải Saturn
| Năm  | Nội dung đề cử    | Hạng mục                              | Kết quả | Kết quả |
| ---- | ----------------- | ------------------------------------- | ------- | ------- |
| 2011 | Truyện kinh dị Mỹ | Best Supporting Actress on Television | Đề cử   | [ 16 ]  |

#### Giải Screen Actors Guild
| Năm  | Nội dung đề cử | Hạng mục                                                    | Kết quả   | Kết quả |
| ---- | -------------- | ----------------------------------------------------------- | --------- | ------- |
| 2001 | Six Feet Under | Outstanding Performance by an Ensemble in a Drama Series    | Đề cử     | [ 17 ]  |
| 2002 | Six Feet Under | Outstanding Performance by an Ensemble in a Drama Series    | Đoạt giải | [ 18 ]  |
| 2003 | Six Feet Under | Outstanding Performance by an Ensemble in a Drama Series    | Đoạt giải | [ 19 ]  |
| 2003 | Six Feet Under | Outstanding Performance by a Female Actor in a Drama Series | Đoạt giải | [ 19 ]  |
| 2004 | Six Feet Under | Outstanding Performance by an Ensemble in a Drama Series    | Đề cử     | [ 20 ]  |
| 2005 | Six Feet Under | Outstanding Performance by an Ensemble in a Drama Series    | Đề cử     | [ 21 ]  |

### Giải thưởng sân khấu

#### Giải Drama Desk
| Năm  | Nội dung đề cử      | Hạng mục                               | Kết quả   | Kết quả |
| ---- | ------------------- | -------------------------------------- | --------- | ------- |
| 1980 | Othello             | Outstanding Featured Actress in a Play | Đề cử     | [ 22 ]  |
| 1990 | The Secret Rapture  | Outstanding Featured Actress in a Play | Đoạt giải | [ 23 ]  |
| 1994 | In the Summer House | Outstanding Featured Actress in a Play | Đề cử     | [ 24 ]  |
| 1997 | The Rehearsal       | Outstanding Actress in a Play          | Đề cử     | [ 25 ]  |

#### Giải Obie
| Năm  | Nội dung đề cử  | Hạng mục                                | Kết quả   | Kết quả |
| ---- | --------------- | --------------------------------------- | --------- | ------- |
| 1993 | The Last Yankee | Distinguished Performance by an Actress | Đoạt giải | [ 26 ]  |

#### Giải Outer Critics Circle
| Năm  | Nội dung đề cử           | Hạng mục                               | Kết quả   | Kết quả |
| ---- | ------------------------ | -------------------------------------- | --------- | ------- |
| 2000 | The Ride Down Mt. Morgan | Outstanding Featured Actress in a Play | Đoạt giải | [ 27 ]  |

#### Giải Tony
| Năm  | Nội dung đề cử           | Hạng mục                        | Kết quả | Kết quả |
| ---- | ------------------------ | ------------------------------- | ------- | ------- |
| 2000 | The Ride Down Mt. Morgan | Best Featured Actress in a Play | Đề cử   | [ 28 ]  |